# Loxophlebia davisi
Loxophlebia davisi är en fjärilsart som beskrevs av Gibbs 1913. Loxophlebia davisi ingår i släktet Loxophlebia och familjen björnspinnare. Inga underarter finns listade i Catalogue of Life.